# Olof Knut Ekwall
Olof Knut-Ekwall, född 19 juni 1877 i Tyskland, död 1 januari 1965 i Säby församling, Jönköpings län, var violinist och folkmusikupptecknare. Hans far var konstnären Knut Ekwall, modern den tyska konsertsångerskan Johanna Maria Theresia Burkowitz-Pönitz. En yngre syster var Runa Bülow-Hübe.

## Biografi
När Olof föddes var fadern verksam i Tyskland, och morfadern Heinrich Pönitz, f.d. konsertmästare och dirigent vid Kroll-Oper i Berlin, blev Olofs förste lärare i fiolspel. Familjen byggde 1884–85 en villa på Romanö och flyttade in permanent 1889. Alla familjemedlemmarna var musikaliska och bildade en ensemble, där Olof blev försteviolinist vid 12 års ålder. Fram till sekelskiftet hade familjen turnerat och gett omkring 350 konserter i hela Norden. Då hade Olof också hunnit med att utbilda sig till violinist i Berlin, och börjat göra uppteckningar av låtar efter spelmännen i hembygden. I början av 1900-talet började han så att framträda med låtspel och föredrag runt om i Sverige och Norge, och passade då också på att teckna upp låtar efter lokala spelmän. Han arbetade också en tid som violinpedagog inne i Tranås (där han blev kallad ”Olle på öa”), och många somrar från 1915 och framåt var han engagerad på Skansen som spelman, under namnet ”Olle Ek”.
Efter att föräldrarna avlidit, och de flesta syskonen flyttat utomlands, övertog systern Runa med familj villan på Romanö. Olle blev tidigt änkling och flyttade till ett mindre hus på ön. Han tilldelades Zornmärket i guld 1935 för sina insatser som upptecknare och spelman, men många av hans uppteckningar har förkommit.

## Diskografi
Två låtar efter Ida Sofia Erlandsson inspelade på fonografcylinder av Yngve Laurell c:a 1916. På Äldre svenska spelmän, vol 2, CBS 80752 (1975), Schilling SR 006 (1989), Caprice CAP 21604 (1999)
Vals efter Luftabocken, insp 1958, på ”Plumpen - en folkmusikalisk resa i Sommabygden under ett sekel”. SOMCD01 (2002)